# 美國科幻和奇幻作家協會
美國科幻和奇幻作家協會（Science Fiction and Fantasy Writers of America；縮寫：SFWA /ˈsɪfwə/ 或 /ˈsɛfwə/）是美國的專業科幻和奇幻作家協會，是一個非營利組織，總部位於紐約市。
该协会设立了星云奖，“星云奖”与“雨果奖”并称为国际幻想小说领域的“双奖”，在科幻界具有重要影响。

## 歷史
1965年由戴蒙·耐特以美國科幻作家協會公司（Science Fiction Writers of America, Inc.）為名成立。托德·麦卡弗里說該協會“曾極大地幫助了J·R·R·托爾金在美國獲得《指環王》盜版問題的公正回應”。
美國科幻和奇幻作家協會資助Writer Beware Blog，以曝光業界問題并提攜新人。2004年，該協會曾故意寄給獨立出版社PublishAmerica一篇“不值得出版”的作品，即《亞特蘭大之夜》，以測試該出版社所宣稱的嚴厲標準，當PublishAmerica發出出版合同時這一事件真相便被揭發，而出版社隨後也撤回了合同。隨後協會通過按需印刷的方式出版此書。
2009年，協會加入開放圖書聯盟以抵制谷歌圖書和解協議。2013年因官方刊物《通报》（Bulletin）封面涉嫌性別歧視而引起了公眾的注意。

## 會員
2013年，美國科幻和奇幻作家協會的成員約有1800。其中大多數都居住在美國。活躍會員資格僅授予有作品初版的科幻、奇幻或恐怖小說作家。最低標準是需要曾出版一部小說、劇本或三部短篇，同時也要交一定的會費。不曾達到出版要求的作家可獲得準會員資格。而並不進行創作的領域內人士可以獲得附屬會員資格。
其下活躍會員出版的作品需要發佈在協會認可的市場上，目前所有會員均只使用英語寫作。

## 獎項
自1965年以來，美國科幻和奇幻作家協會每年都會投票選出星雲獎最佳短篇、中短篇、中篇和長篇小說，這些獲獎作品只能是前一年出版的。
2005年開始，協會也會在星雲獎頒獎典禮上選出年度安德魯·諾頓獎最佳中年與青少年小說。同時該協會還負責頒發戴蒙·奈特紀念大師獎，該獎自1975年創立，但並不是每年都頒發。1992年創立的雷·布萊伯利獎最佳戲劇表現，1995年創立的榮退作家獎頒給長期被忽視或初版年代很早的科幻奇幻佳作。2009年又創立了為去世人物頒發的Solstice Award。

## 出版物
美國科幻和奇幻作家協會出版季刊《通报》 （Bulletin），而協會會員會自動收到每期的通报，不過非會員也可以訂閱。《通报》會發佈一些有趣的與科幻奇幻有關的短文，還會在每期再版一次星雲獎獲獎作品。現任《通报》主編是約翰·克利馬（John Klima）。

## 爭議

2013年冬季出版的第200期《通報》，此刊引發了爭議

1982年，麗莎·圖托從星雲獎競選中撤回自己的作品“骨哨”（The Bone Flute），以此抗議星雲獎過度宣傳和投票者沒有收到提名作品複印本之事。當協會通知她的作品實際已經中獎時，圖托表示拒絕接受。然而她的出版商卻並不知曉此事，并以她的名義收下了星雲獎。
2013年6月5日，編輯簡·拉貝（Jean Rabe）因為《通报》涉嫌性別歧視而辭職。超過50名作家 都發表博客抗議C·J·亨德森發表的讚揚芭比娃娃代表了“女性應有的尊嚴”的文章和麥克·雷斯尼克及巴里·N·馬士堡所寫的關於女編輯和女作家的侮辱性言論。同時第200期《通报》含有穿著鱗甲比基尼女性的封面也被認為涉嫌性別歧視。但雷斯尼克和馬士堡在202期《通报》上聲稱這些批評者是“自由主義法西斯”。
最終，美國科幻和奇幻作家協會主席約翰·斯卡爾齊向會員們表示道歉，而《通报》也開始了長達六個月的重新設計。

## 外部連結
- SFWA's official website （页面存档备份，存于）
- SFWA Bulletin （页面存档备份，存于）